# تکرار آزمایش
در مهندسی، و آمار، تکرار آزمایش، تکرار یک شرایط آزمایشی است لذا می‌توان متغیرهای مربوط به یک پدیده را تخمین زد. ای‌اس‌تی‌ام بین‌الملل، در استاندارد بین‌المللی ای ۱۸۴۷، تکرار آزمایش را این‌گونه توصیف می‌کند، "تکرار مجموعه‌ای از تمام ترکیبات رفتاری برای مقایسه شدن در یک آزمایش. به هر یک این تکرارها تکرار آزمایش گویند."
تکرار آزمایش دقیقاً مشابه اندازه‌گیری‌های تکراری موارد یکسان نیست: در طراحی آزمایش آماری و آنالیز داده به روشی متفاوت با این‌ها رفتار می‌شود.
در نمونه‌گیری مناسب، یک فرایند یا دسته‌ای از محصولات باید تحت کنترل آماری معقول قرار گیرد؛ تغییر تصادفی ذاتی وجود دارد ولی تغییر به دلیل عوامل قابل تعیین نه. آزمایش یا ارزیابی یک مورد، امکان تغییر موردبه‌مورد را فراهم نمی‌کند و ممکن است دسته یا فرایند را نشان ندهد. برای محاسبه این تغییر در موارد و رفتارها، به تکرار آزمایش نیاز است.

## مثال
به عنوان مثال، یک فرایند مستمر را در نظر بگیرید که مواردی را تولید می‌کند. سپس دسته موردها پردازش یا بحث می‌شود. نهایتاً، تست‌ها و اندازه‌گیری‌ها اعمال می‌گردند. برای بدست‌آوردن ارزش ده تستی باید چندین گزینه در دسترس قرار گیرد. برخی گزینه‌های ممکن عبارتند از:
- یک آیتم پایان‌یافته یا بحث‌شده باید به‌طور مداوم اندازه‌گیری شود تا نتیجه ده تستی به دست آید. تنها یک آیتم اندازه‌گیری شده بود، پس نیازی به تکرار آزمایش نیست. اندازه‌گیری‌های تکرارشده به شناسایی خطای مشاهده کمک می‌کند.
- باید از یک دسته، ده آیتم پایان‌یافته و بحث‌شده انتخاب و یک‌بار اندازه‌گیری شوند. این تکرار کامل آزمایش نیست، زیرا ده نمونه انتخابی، تصادفی و نماینده فرایند متسمر یا دسته‌ای نیستند.
- بر اساس نمونه‌گیری آماری درست، پنج آیتم از فرایند مستمر انتخاب می‌شود. هر یک از این‌ها در یک دسته پردازش و دو بار نیز تست می‌شوند. این طرح شامل تکرار مناسب آزمایش نمونه‌های اولیه و همچنین تغییر دسته‌به‌دسته می‌شود. در هر یک از آن‌ها، آزمون‌های تکراری اندازه‌گیری و کنترل آزمون خطا را فراهم می‌کند.

هر گزینه در روش آنالیز داده متفاوتی به کار می‌رود و نتایج متنوعی را به همراه خواهد داشت.